# Muscicapa williamsoni
A Muscicapa williamsoni a madarak (Aves) osztályának verébalakúak (Passeriformes) rendjébe, ezen belül a légykapófélék (Muscicapidae) családjába tartozó faj.

## Rendszerezése
A fajt Herbert Girton Deignan amerikai ornitológus írta le 1957-ben.

## Alfaji
- Muscicapa williamsoni umbrosa D. R. Wells, 1982
- Muscicapa williamsoni williamsoni Deignan, 1957[2]

## Előfordulása
Délkelet-Ázsiában, Mianmar, Thaiföld, Malajzia és Indonézia területén honos.

## Természetvédelmi helyzete
A Természetvédelmi Világszövetség Vörös listáján nem szerepel.